# Liste der Bodendenkmäler in Ensdorf (Oberpfalz)
Auf dieser Seite sind die Bodendenkmäler in der Oberpfälzer Gemeinde Ensdorf zusammengestellt. Diese Tabelle ist eine Teilliste der Liste der Bodendenkmäler in Bayern. Grundlage ist die Bayerische Denkmalliste, die auf Basis des Bayerischen Denkmalschutzgesetzes vom 1. Oktober 1973 erstmals erstellt wurde und seither durch das Bayerische Landesamt für Denkmalpflege geführt wird. Die folgenden Angaben ersetzen nicht die rechtsverbindliche Auskunft der Denkmalschutzbehörde.

## Bodendenkmäler in Ensdorf
| Lage                           | Objekt | Akten-Nr.     | Bild |
| ------------------------------ | --- | ------------- | ---- |
| Ensdorf (Oberpfalz) (Standort) | Höhensiedlungen der Bronzezeit und der Urnenfelderzeit, Ringwall vor- und frühgeschichtlicher Zeitstellung. | D-3-6637-0004 |      |
| Ensdorf (Oberpfalz) (Standort) | Höhensiedlung der Urnenfelderzeit, Ringwall vor- und frühgeschichtlicher Zeitstellung. | D-3-6637-0005 |      |
| Ensdorf (Oberpfalz) (Standort) | Vorgeschichtlicher Bestattungsplatz mit mindestens drei Grabhügeln. | D-3-6637-0006 |      |
| Ensdorf (Oberpfalz) (Standort) | Vorgeschichtlicher Bestattungsplatz mit mindestens zwei Grabhügeln. | D-3-6637-0007 |      |
| Ensdorf (Oberpfalz) (Standort) | Höhle Kuckuckshäusl oder Schlüsselloch (E 70) mit vorgeschichtlichen und mittelalterlichen Funden. | D-3-6637-0008 |      |
| Ensdorf (Oberpfalz) (Standort) | Abri Steinbergwand (E 39) mit endpaläolithischen, mesolithischen und metallzeitlichen Funden. | D-3-6637-0009 |      |
| Ensdorf (Oberpfalz) (Standort) | Vorgeschichtlicher Bestattungsplatz mit Grabhügeln. | D-3-6637-0013 |      |
| Ensdorf (Oberpfalz) (Standort) | Vorgeschichtlicher Bestattungsplatz mit mindestens drei Grabhügeln. | D-3-6637-0015 |      |
| Ensdorf (Oberpfalz) (Standort) | Vorgeschichtlicher Bestattungsplatz mit Grabhügeln. | D-3-6637-0016 |      |
| Ensdorf (Oberpfalz) (Standort) | Mittelalterlicher Burgstall. | D-3-6637-0017 |      |
| Ensdorf (Oberpfalz) (Standort) | Mesolithische Freilandstation. | D-3-6637-0018 |      |
| Ensdorf (Oberpfalz) (Standort) | Vorgeschichtlicher Bestattungsplatz mit mehreren Grabhügeln. | D-3-6637-0019 |      |
| Ensdorf (Oberpfalz) (Standort) | Vorgeschichtlicher Bestattungsplatz mit mindestens 31 verebneten Grabhügeln. | D-3-6637-0020 |      |
| Ensdorf (Oberpfalz) (Standort) | Vorgeschichtlicher Bestattungsplatz mit mindestens 17 verebneten Grabhügeln, daraus Grabfunde der Bronzezeit. | D-3-6637-0021 |      |
| Ensdorf (Oberpfalz) (Standort) | Vorgeschichtlicher Bestattungsplatz mit mindestens zwei verebneten Grabhügeln. | D-3-6637-0022 |      |
| Ensdorf (Oberpfalz) (Standort) | Vorgeschichtlicher Bestattungsplatz mit mindestens drei verebneten Grabhügeln. | D-3-6637-0023 |      |
| Ensdorf (Oberpfalz) (Standort) | Vorgeschichtlicher Bestattungsplatz mit verebneten Grabhügeln. | D-3-6637-0024 |      |
| Ensdorf (Oberpfalz) (Standort) | Vorgeschichtlicher Bestattungsplatz mit mindestens einem Grabhügel. | D-3-6637-0025 |      |
| Ensdorf (Oberpfalz) (Standort) | Steinzeitlicher Schlagplatz, mesolithische Freilandstation. | D-3-6637-0084 |      |
| Ensdorf (Oberpfalz) (Standort) | Mesolithische Freilandstation. | D-3-6637-0085 |      |
| Ensdorf (Oberpfalz) (Standort) | Verebneter mittelalterlicher Burgstall. | D-3-6637-0086 |      |
| Ensdorf (Oberpfalz) (Standort) | Archäologische Befunde und Funde des Mittelalters und der frühen Neuzeit im Bereich des ehemaligen Hammerschlosses Leidersdorf, darunter die Spuren des spätmittelalterlichen Eisenhammers sowie der frühneuzeitlichen Kapelle St. Antonius.                                                                  | D-3-6637-0087 |      |
| Ensdorf (Oberpfalz) (Standort) | Untertägige Befunde eines abgegangenen Jagdschlosses des Kurfürsten Friedrich II. mit Umfassungsmauer und Wehrgraben, zuvor mittelalterlicher Adelssitz mit der im Kern romanischen Kapelle St. Johannes Baptist.                                                                                             | D-3-6637-0088 |      |
| Kümmersbruck (Standort)        | Eisenerzschürfgruben des Mittelalters und der frühen Neuzeit. | D-3-6637-0090 |      |
| Ensdorf (Oberpfalz) (Standort) | Vorgeschichtlicher Bestattungsplatz mit mindestens einem Grabhügel. | D-3-6637-0091 |      |
| Ensdorf (Oberpfalz) (Standort) | Vorgeschichtlicher Bestattungsplatz mit mindestens einem Grabhügel. | D-3-6637-0092 |      |
| Ensdorf (Oberpfalz) (Standort) | Vorgeschichtlicher Bestattungsplatz mit mindestens zwei Grabhügeln. | D-3-6637-0093 |      |
| Ensdorf (Oberpfalz) (Standort) | Mesolithische Freilandstation. | D-3-6637-0094 |      |
| Ensdorf (Oberpfalz) (Standort) | Archäologische Befunde und Funde des Mittelalters und der frühen Neuzeit im Bereich des ehemaligen Hammerschlosses Wolfsbach, darunter die Spuren des spätmittelalterlichen Eisenhammers. | D-3-6637-0096 |      |
| Ensdorf (Oberpfalz) (Standort) | Mesolithische Freilandstation, Siedlung der vorgeschichtlichen Metallzeiten, darunter der Urnenfelderzeit und der Latènezeit. | D-3-6637-0097 |      |
| Ensdorf (Oberpfalz) (Standort) | Metallzeitliche Siedlung. | D-3-6637-0098 |      |
| Ensdorf (Oberpfalz) (Standort) | Mittelalterliche oder frühneuzeitliche Hofwüstung Ulrichshof. | D-3-6637-0100 |      |
| Ensdorf (Oberpfalz) (Standort) | Vorgeschichtlicher Bestattungsplatz mit mindestens 15 Grabhügeln. | D-3-6637-0101 |      |
| Ensdorf (Oberpfalz) (Standort) | Vorgeschichtlicher Bestattungsplatz mit mindestens drei Grabhügeln. | D-3-6637-0102 |      |
| Ensdorf (Oberpfalz) (Standort) | Vorgeschichtlicher Bestattungsplatz mit mindestens einem Grabhügel. | D-3-6637-0103 |      |
| Ensdorf (Oberpfalz) (Standort) | Vorgeschichtlicher Bestattungsplatz mit Grabhügeln. | D-3-6637-0105 |      |
| Ensdorf (Oberpfalz) (Standort) | Vorgeschichtlicher Bestattungsplatz mit Grabhügeln. | D-3-6637-0106 |      |
| Ensdorf (Oberpfalz) (Standort) | Vorgeschichtlicher Bestattungsplatz mit mindestens einem Grabhügel. | D-3-6637-0107 |      |
| Ensdorf (Oberpfalz) (Standort) | Vorgeschichtlicher Bestattungsplatz mit mindestens einem Grabhügel. | D-3-6637-0108 |      |
| Ensdorf (Oberpfalz) (Standort) | Vorgeschichtlicher Bestattungsplatz mit mindestens einem Grabhügel. | D-3-6637-0109 |      |
| Ensdorf (Oberpfalz) (Standort) | Vorgeschichtlicher Bestattungsplatz mit Grabhügeln. | D-3-6637-0111 |      |
| Ensdorf (Oberpfalz) (Standort) | Vorgeschichtlicher Bestattungsplatz mit mindestens einem Grabhügel. | D-3-6637-0112 |      |
| Ensdorf (Oberpfalz) (Standort) | Steinzeitlicher Schlagplatz. | D-3-6637-0115 |      |
| Ensdorf (Oberpfalz) (Standort) | Steinzeitliche Siedlung. | D-3-6637-0116 |      |
| Ensdorf (Oberpfalz) (Standort) | Vorgeschichtlicher Bestattungsplatz mit mindestens vier Grabhügeln. | D-3-6637-0128 |      |
| Ensdorf (Oberpfalz) (Standort) | Archäologische Befunde und Funde des Mittelalters und der frühen Neuzeit im Bereich der katholischen Kirche St. Bartholomäus in Thanheim, darunter die Spuren von Vorgängerbauten bzw. älteren Bauphasen. | D-3-6637-0133 |      |
| Ensdorf (Oberpfalz) (Standort) | Archäologische Befunde und Funde des Mittelalters und der frühen Neuzeit im Bereich der katholischen Kirche St. Magdalena in Wolfsbach, darunter die Spuren von Vorgängerbauten bzw. älteren Bauphasen. | D-3-6637-0134 |      |
| Ensdorf (Oberpfalz) (Standort) | Archäologische Befunde und Funde der frühen Neuzeit im Bereich der katholischen Kirche St. Martin in Hofstetten, darunter die Spuren von Vorgängerbauten bzw. älteren Bauphasen. | D-3-6637-0137 |      |
| Ensdorf (Oberpfalz) (Standort) | Archäologische Befunde und Funde der frühen Neuzeit im Bereich der katholischen Kapelle St. Magnus in Uschlberg, darunter die Spuren von älteren Bauphasen. | D-3-6637-0140 |      |
| Ensdorf (Oberpfalz) (Standort) | Wüstung Palkering. | D-3-6637-0142 |      |
| Ensdorf (Oberpfalz) (Standort) | Mittelalterliche und frühneuzeitliche Wüstung Eggenberg. | D-3-6637-0143 |      |
| Ensdorf (Oberpfalz) (Standort) | Archäologische Befunde und Funde der frühen Neuzeit im Bereich der katholischen Wallfahrtskirche Vierzehn Nothelfer in Ensdorf-Eggenberg, darunter die Spuren von älteren Bauphasen. | D-3-6637-0144 |      |
| Ensdorf (Oberpfalz) (Standort) | Archäologische Befunde und Funde des Mittelalters und der frühen Neuzeit im Bereich der katholischen Pfarrkirche St. Jakob sowie des ehemaligen Benediktinerklosters Ensdorf, darunter die Spuren von Vorgängerbauten bzw. älteren Bauphasen.                                                                 | D-3-6637-0145 |      |
| Ensdorf (Oberpfalz) (Standort) | Archäologische Befunde und Funde des Mittelalters und der frühen Neuzeit im Bereich der mit Ausnahme des Turmes abgebrochenen Kirche St. Stephan in Ensdorf, darunter die Spuren von Vorgängerbauten bzw. älteren Bauphasen, der abgebrochenen Kapelle St. Anna und des aufgelassenen historischen Friedhofs. | D-3-6637-0146 |      |
| Ensdorf (Oberpfalz) (Standort) | Vorgeschichtlicher Bestattungsplatz mit Grabhügeln. | D-3-6637-0167 |      |